# Jorge Caballero (cineasta)
Jorge Caballero (Bogotá, Colombia, 21 de julio de 1979) es un director, productor e investigador de cine, medios digitales e inteligencia artificial. Es cofundador de la productora GusanoFilms y Estocástica, con sedes en Barcelona y Bogotá. Ha dirigido y producido películas y proyectos interactivos e inmersivos, que han sido premiados y exhibidos en festivales alrededor del mundo.

## Biografía
Doctor en comunicación. Mención cum laude. Investigando sobre cine e inteligencia artificial. Estudió ingeniería técnica de telecomunicaciones en la Universidad Politécnica de Cataluña, donde se graduó en el año 2013. En el año 2014, obtuvo un grado en comunicación audiovisual de la Universidad Abierta de Cataluña. Tiene una maestría en medios interactivos de la Universidad de Limerick.
Es profesor del taller de narrativas interactivas del grado de comunicación de la Universidad Pompeu Fabra y de Creación y Autorías digitales II en BAU, y profesor de documental expandido del máster de documental de la Universidad Autónoma de Barcelona. Ha impartido clases en universidades y festivales de cine latinoamericanos como la Universidad del Valle Colombia, DOCSMX México, DocumentaMadrid, Ambulante México, EICTV Cuba, entre otros. Es miembro del comité de selección de IDFA Bertha Fund e IDFA Forum y ha participado como jurado de convocatorias cinematográficas de países como España, Colombia o Ecuador, entre otros.
Es cofundador de la productora GusanoFilms (Barcelona - Bogotá). Ha dirigido y producido películas y proyectos inmersivos e interactivos que han sido premiados y exhibidos en festivales alrededor del mundo, tales como: IDFA, Hot Docs, SXSW, Mar del Plata, Cinema Du Reel, Visions du réel, Biarritz, Cartagena o Málaga, entre muchos otros. Ha ganado dos veces el premio nacional de documental en Colombia y ha sido becario del Sundance Institute dentro del programa Stories of Change.
Fue escogido por la revista Variety como uno de los 10 productores en alza en 2020 y ha sido seleccionado dentro del programa Emerging Producers del festival de Jihlava.
Su trabajo ha sido apoyado por televisiones y fondos internacionales como Tribeca Film Institute, Discovery Channel, Ibermedia, Bertha Fund, TV3, SeñalColombia TV, ARTE, YLE, entre otros.

## Filmografía

### Cine
| Año  | Título original         | Rol                  |
| ---- | ----------------------- | -------------------- |
| 2009 | Bagatela                | Director             |
| 2011 | Nacer                   | Director             |
| 2015 | Paciente                | Director             |
| 2020 | Dora Sena               | Director             |
| 2021 | Síndrome de los quietos | Productor, guionista |
| 2021 | Del otro lado           | Productor            |
| 2021 | Robin Bank              | Productor            |
| 2021 | Toro                    | Productor            |

## Premios y nominaciones
| Año  | País           | Otorgador                                                            | Obra      | Premio                                  |
| 2008 | España         | Festival de Cortometrajes de Mieres Cortomieres                      | Bagatela  | Mejor película no-ficción               |
| 2009 | Colombia       | Festival Ciudad Luna, Chía                                           | Bagatela  | Mejor documental                        |
| 2009 | Argentina      | Festival Internacional de Cine Independiente de Buenos Aires, BAFICI | Bagatela  | Mejor película sección derechos humanos |
| 2010 | Argentina      | Festival de Cine de Gualeguaychú                                     | Bagatela  | Mejor documental y mejor dirección      |
| 2011 | Argentina      | Doc Buenos Aires                                                     | Nacer     | Mejor proyecto                          |
| 2011 | Argentina      | Festival UNASUR                                                      | Nacer     | Mejor película                          |
| 2011 | Colombia       | Festival de Infancia y Juventud                                      | Nacer     | Mejor documental                        |
| 2011 | España         | Festival de Cinema Independent de Barcelona L'alternativa            | Nacer     | Mejor película                          |
| 2015 | Estados Unidos | Tribeca Film Institute                                               | Paciente  | Beca TFI Latin America                  |
| 2015 | Colombia       | Fondo Nacional de Cine                                               | Paciente  | Ganador rubro escritura                 |
| 2015 | Estados Unidos | Havana Film Festival New York                                        | Paciente  | Mención especial                        |
| 2015 | Estados Unidos | San Diego Latino Film Fest                                           | Paciente  | Mejor documental                        |
| 2015 | España         | DocsBarcelona                                                        | Paciente  | Mejor película, sección latitudes       |
| 2015 | Francia        | CinéLatino Recontrés Toulouse                                        | Paciente  | Premio Siginis                          |
| 2015 | España         | Festival de Málaga                                                   | Paciente  | Mejor director competencia documental   |
| 2015 | México         | Festival Internacional de Cine en Guadalajara                        | Paciente  | Mención especial del jurado             |
| 2020 | Colombia       | Bogoshorts                                                           | Dora Sena | Mejor cortometraje                      |